# Vertikální sluneční hodiny (Otmuchów)
Vertikální sluneční hodiny v Otmuchově, polsky Wertykalny zegar słoneczny w Otmuchowie, jsou středověké vertikální sluneční hodiny. Jsou umístěné na radnici v Otmuchowě ve gmině Otmuchów v okrese Nysa v Opolském vojvodství v jižním Polsku. Nachází se také v mezoregionu Obniżenie Otmuchowskie a v Horním Slezsku.

## Historie a popis

### Základní popis, původ a autorství
Vertikální rohové (nárožní) sgrafitové, štukové sluneční hodiny, které mají centrální hodinovou desku na dvou stranách (tj. jsou dvouciferníkové) s arabskými číslicemi byly postaveny roku 1575. Polos, stojka i nodus slunečních hodin jsou z kovu. Jejich historie je však částečně obestřena tejemstvím. Na kresbě radnice, od známého slezského kreslíře F. B. Wernera z počátku 18. století totiž nejsou zachyceny sluneční hodiny na radnici. Ví se také, že během obléhání v roce 1741 byla radnice zničena. Nicméně, vizitační listina vratislavské diecéze z roku 1666 zmiňuje existenci slunečních hodin v Otmuchově, avšak na jiném místě - na zdi zámecké kaple, která byla zbořena v roce 1828. Má se za to, že sluneční hodiny byly pravděpodobně přemístěny ze zmíněné kaple na současné místo na radnici. Pravděpodobně instalaci a úpravu hodin financoval biskup Martin Gerstmann, o čemž svědčí i na nich umístěný biskupský erb. Stylové rysy naznačují odkaz na formy slezského manýristického umění z uměleckého okruhu anonymního sochaře konvenčně označovaného jako Mistr velkých epitafů (Mistr Wielkich Epitafiów), působícího v nysko-břežském prostředí ve druhé polovině 16. století.

### Výzdoba
Hodiny mají bohatou štukovou a sgrafitovou výzdobu. Kromě biskupského erbu, obou ciferníků hodin, ornamentů a nápisů zmiňujících renovaci radnice v roce 1828 a v roce 1933, stojí za pozornost dva medailony, které zobrazují stejné obrazy nahého nemluvněte ležícího na stěně/hradbě s přesýpacími hodinami, s lebkou, korálky zavěšenými na krku a trojdílnou bránou umístěnou za ním. Tyto dva medailony, jsou umístěny pod hodinami, a jsou další záhadou, neboť není jasný jejich význam ani důvod umístění a existuje o nich také několik legend. Motivem medailonů je snad marnost a pomíjivost ve spojitosti s časem a zobrazením smrti podle řecké mytologie (smrt jako dítě s křídly).

## Galerie

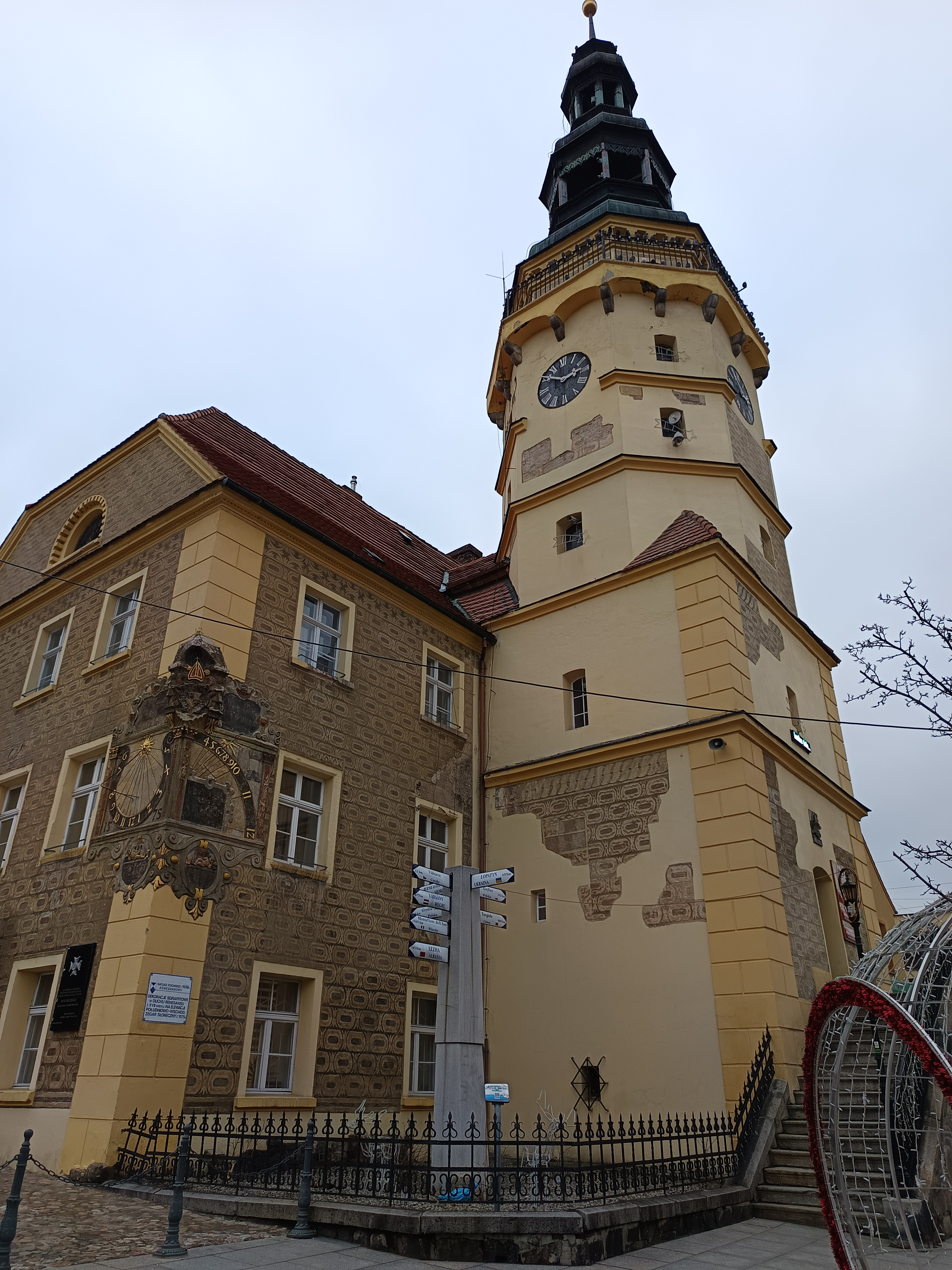
Radnice se slunečními hodinami
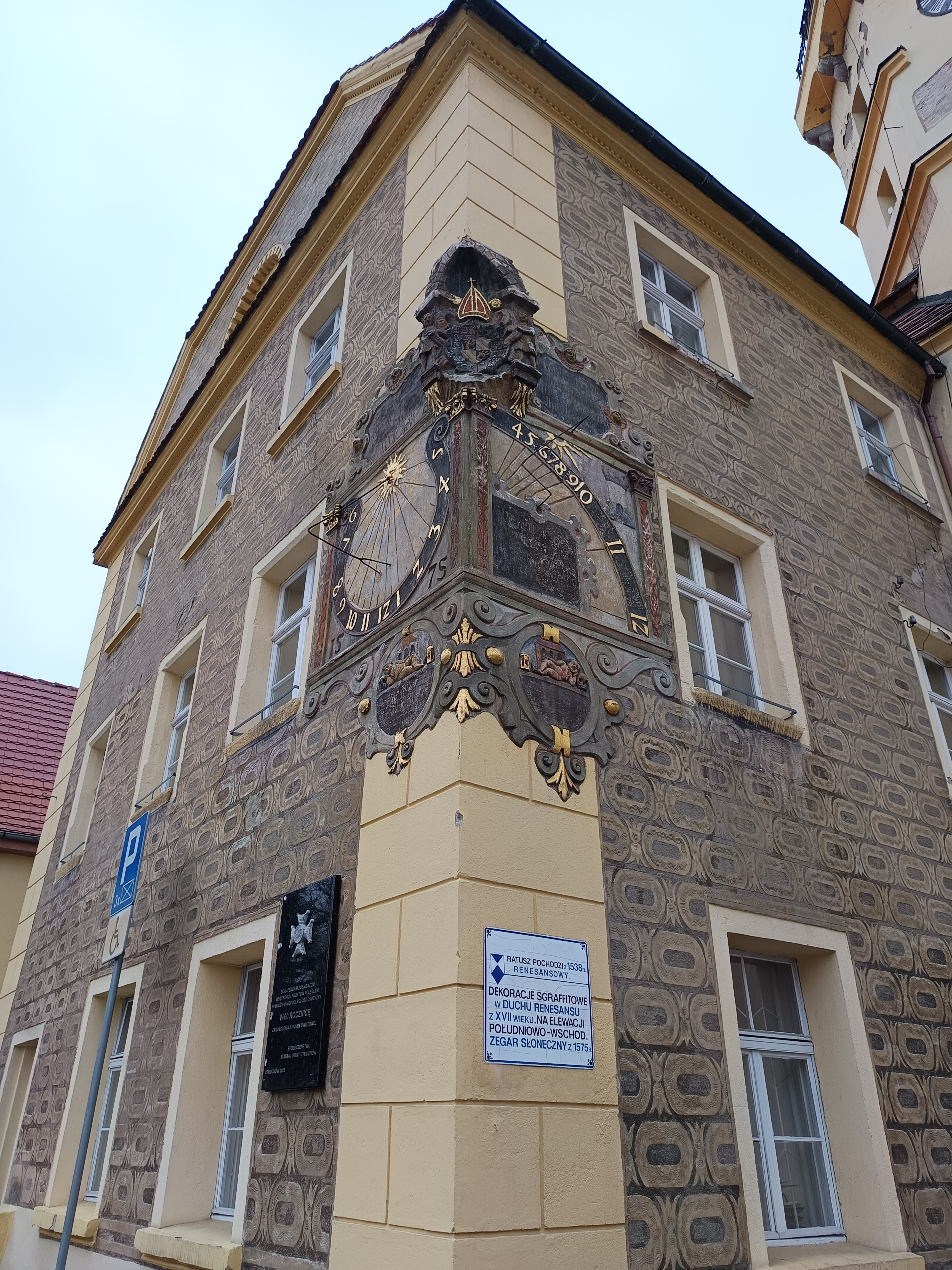
Umístění slunečních hodin na rohu budovy
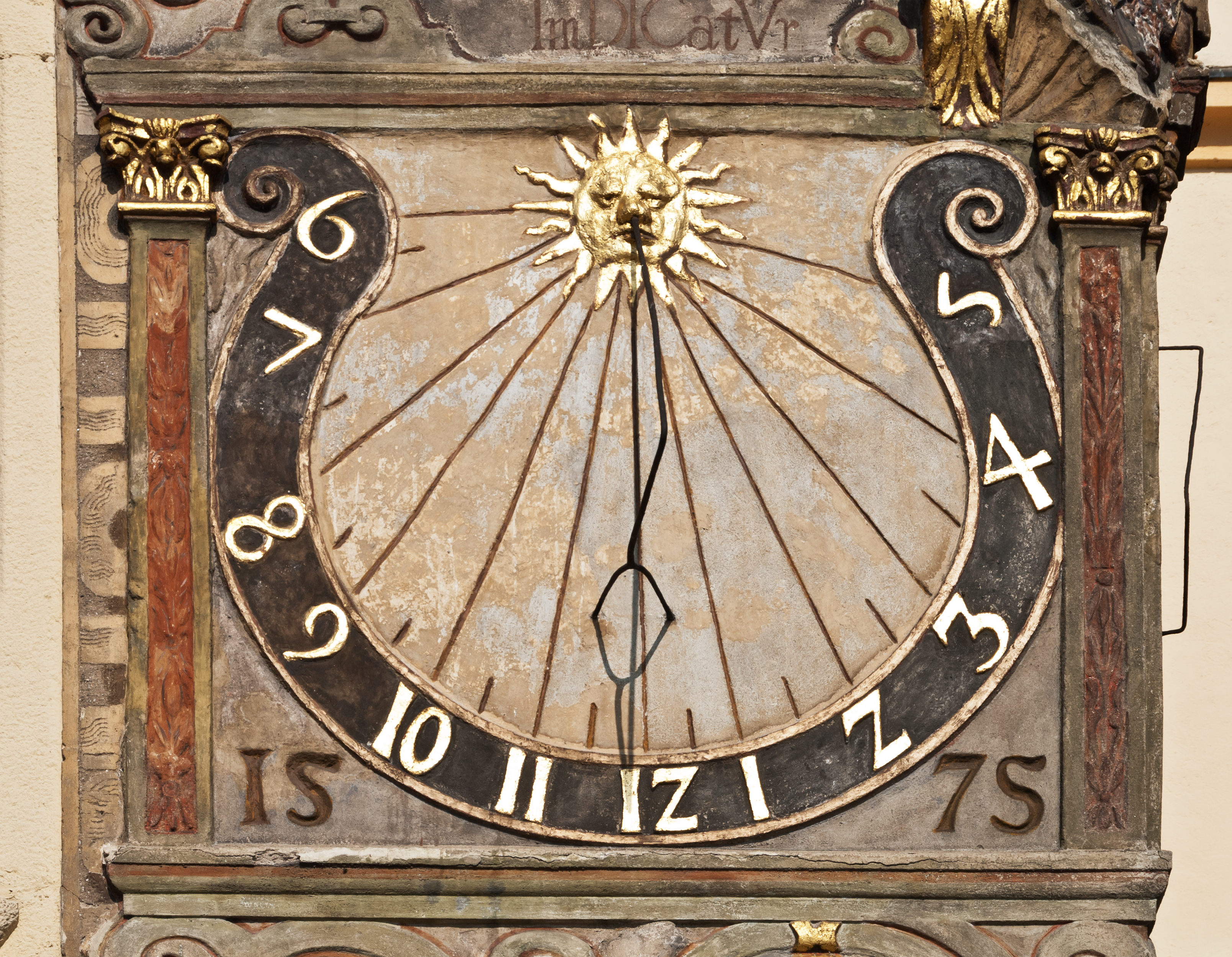
Detail
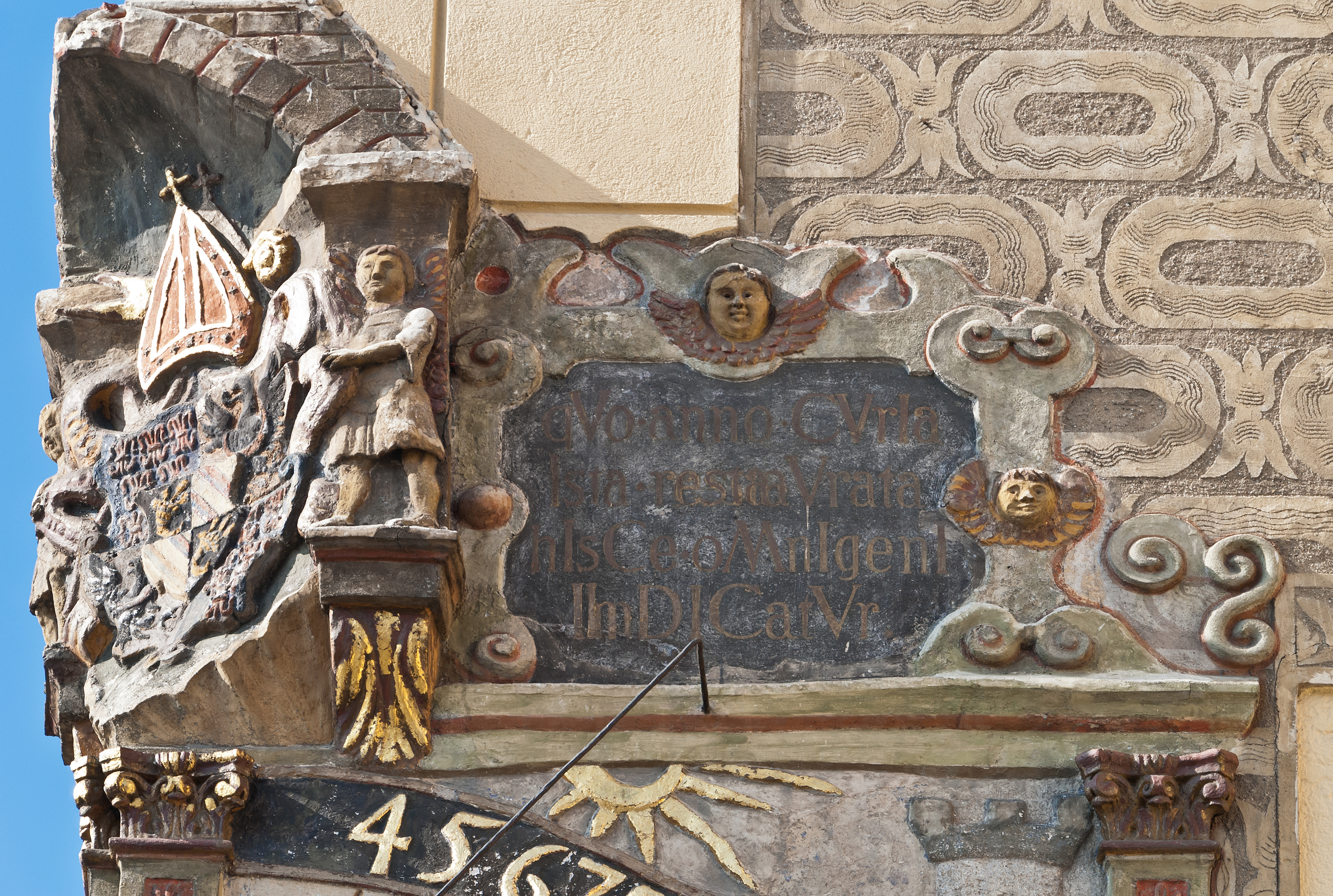
Detail
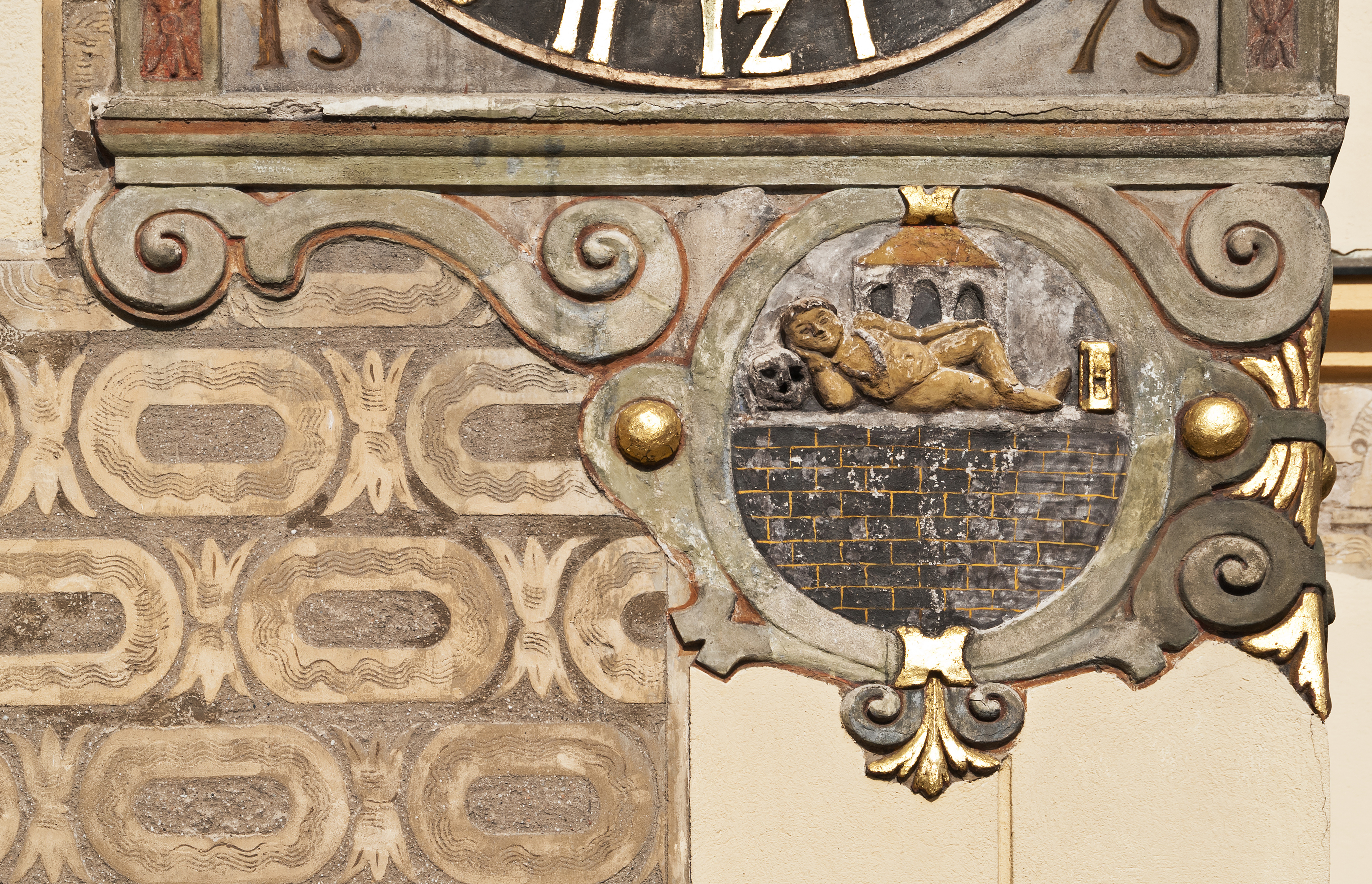
Detail